# 潮崎裕己
潮崎 裕己（しおさき ひろみ、1964年3月24日 - ）は、日本のキーボディスト、アレンジャー。

## 概要
大学在学中に、鎌田英子(ファンハウス)のツアーに誘われ、セッションプレーヤーとしての活動を開始。
太田貴子、金子美香、など高橋研プロデュースのアーティストのサポートを中心に活動していた時期もある。その後、The Pepper Boysや44MAGNUMのギタリストでもある 広瀬さとしが結成したTOPAZなどを経て1989年にUP-BEATに参加し、解散まで共にする。
現在、いまみちともたかHighTimeのメンバーとして活動するとともに、EL MODE名義でのソロ活動、アレンジ、サウンドプロデュース、劇伴、BGM、CM 等のサウンドトラック制作、楽曲提供(マクロス7 " FEEL UNIVERSE "にThree Cat Night名義にて楽曲提供)セッションなど多岐に渡って活動中。

## 来歴
- 1964年3月  - 東京都に生まれる。
- 1969年〜1972年  - 東京都大田区山王在住。 
  - （山王在住時に通った幼稚園、小学校1年、2年とSEED of the EARTHで活動を共にするギタリスト伊東正と同じクラスだった。）
- 1972年～1974年まで横浜市、1974年〜1978年まで北九州市小倉北区在住。1978〜横浜在住
  - （小倉北区在住時に通っていた中学校のギター部の1年後輩にUP-BEATのギタリスト東川真二が在籍）
- 1979年  - バンド活動を開始。
- 1981年  - 17歳の頃にTENSAWに出会いベースの鈴木享明氏と知り合う。
- 1983年  - 横浜を中心に活動していたInnocent Eyesに加入
- 1984年  - ビクターよりシングル１枚リリース。 その後解散。
- 1986年  - セッションプレーヤーとして活動を開始。
- 1989年  - under the sun tourよりUP-BEATに参加
- 1990年  - UP-BEAT "Weeds&Flowers Tour" に参加
- 1991年  - UP-BEAT "Big Thrill Tour" に参加
- 1992年  - UP-BEAT "ALL THAT UP-BEAT" に参加
- 1993年  - UP-BEAT "'93 Live Tour Welcome to the Pleasure Land" に参加
- 1993年  - 久宝留理子“TOUR '93 “Deep Deep Deep”に参加
- 1994年  - UP-BEAT "Tour'94 NAKED" に参加
- 1994年  - 久宝留理子 学園祭ツアー“WOW” Tour に参加
- 1994年  - 久宝留理子 “TOUR '94 rough cut diamond”に参加
- 1994年  - 久宝留理子 '94～'95“COLORS”に参加
- 1995年  - UP-BEAT Last Live "FINAL"/渋谷公会堂  に参加
- 1995年  - What JAM? (浅倉 大介、葛城哲哉、木根 尚登、西川貴教等と全16本のTourに参加。
- 1995年  - 久宝留理子 “Tour '95～'96 “blue to blue”に参加
- 1996年  - 高橋克典 SWEET and WILD Tourに参加
- 1997年  - 相川七瀬 Live Emotion '97に参加
- 1998年  - 相川七瀬 Live Emotion98 Crimsonに参加
- 2000年  - 相川七瀬 Live Emotion 2000“FOXTROT”に参加
- 2010年  - Shio Presents Nightの開催、EL MODEとしてソロ活動を開始

　　　　　　　　 EL MODE 1stアルバム【Garden Crystal】リリース　
- 2011年  - 4月　 久宝留理子 20th Anniversary LIVE　「元気です！2」に参加[1]
- 2011年  - up-beat tribute bandのメンバーとしての活動開始
- 2012年  - 3月　潮崎裕己公式FC　Jolly Fool発足
- 2012年  - SEED of the EARTH（the days of our youth→2013年12月 現バンド名に改名）結成
- 2013年  - 4月　EL MODE 2ndアルバム【Imagined Landscapes】リリース
- 2013年  - 11月～12月　Red Monkey Presents　 up-beat tribute band tour 2013「What a pleasure!! 」に参加
- 2014年  - 1月　EL MODE Live Vo.1
- 2014年  - 3月　SEED of the EARTH Tour the west 2014に参加

　　　　　　　　 EL MODE 3rdアルバム【THE STREAM OF TIME】リリース
- 2014年  - 4月　EL MODE Live Vo.2　　　Guest 音妃
- 2014年  - 6月　SEED of the EARTH 風祭 東 Birthday Live 2014に参加
- 2014年  - 7月　EL MODE アネモネ掲載[2]
- 2014年  - 7月　EL MODE Live Vo.3
- 2014年  - 8月　EL MODE 映画「シリウス」上映会 スペシャルライブ Vo.4
- 2014年  - 9月　SEED of the EARTH 藤井 修 ★ Birthday Live 2014に参加
- 2014年  - 9月　潮崎裕己 presents "80's Rock Jam" Vo 有待雅彦 Ds. 小柳"cherry"昌法 Gt 白田 RUDEE一秀 Ba, michiaki(鈴木享明)
- 2014年  - 11月　up-beat tribute band tour 2014『 Legendary Songs 』Tourに参加[3]
- 2014年  - 12月　潮崎裕己 presents “80′s Rock Jam Vol.2″Vo 有待雅彦 Ds. 小柳"cherry"昌法 Gt 白田 RUDEE一秀 Ba, michiaki(鈴木享明)
- 2014年  - 12月　SEED of the EARTH SEED of the EARTH 3rd Anniversaryに参加
- 2014年  - 12月 ダイアモンド✡ユカイ　X'mas ロックショーに参加
- 2015年  - 3月　潮崎裕己 presents “80′s Rock Jam Vol.3″Vo 有待雅彦 Ds. 小柳"cherry"昌法 Gt 白田 RUDEE一秀 Ba, michiaki(鈴木享明)
- 2015年  - 3月　SEED of the EARTH 潮崎裕己Birthday Live ”残念な大人達”の宴 Vol.6に参加
- 2015年  - 5月　SEED of the EARTH The bloom of SEED @ Shibuyaに参加
- 2015年  - 6月　SEED of the EARTH in 高円寺ShowBoat w/ 坂上良平1 go 10<タイトル未定>に参加
- 2015年  - 7月　潮崎裕己 presents “80′s Rock Jam Vol.4″Vo 有待雅彦 Ds. 小柳"cherry"昌法 Gt 白田 RUDEE一秀 Ba, michiaki(鈴木享明)
- 2015年  - 8月　SEED of the EARTH Show up ↑ w/ Roll B Dinosaurに参加[4]
- 2015年  - 9月　SEED of the EARTH OSAMU マッハ GoGo(55) Birthday Liveに参加
- 2015年  - 9月　EL MODE Live　Vo.5　Piece Of Time
- 2015年  -10月　 ダイアモンド✡ユカイ 30周年記念LIVE 『流星のロケンロール』に参加
- 2015年  -11月　潮崎裕己 “80's Rock Jam Vol.5 Special 2days Show“　Vo 有待雅彦 Ds. 本間 大嗣 Gt 白田 RUDEE一秀 Ba, michiaki(鈴木享明)に参加
- 2015年  -11月　SEED of the EARTH　『Winter flowers of the 4th year』に参加
- 2015年  -12月　SEED of the EARTH　Xmas Live 2015@YOKOHAMAに参加
- 2015年  -12月　SEED of the EARTH　George Wada Presents Crocodile Happy Christmas Partyに参加
- 2016年  - 1月　 lynch. Member Produce 5 Days  葉月day 『奏艶』ゲストピアニストとして参加[5]
- 2016年  - 3月　 ダイアモンド✡ユカイ ダイアモンド✡ユカイ バースデーライブ　「Hello-Goodbye」に参加
- 2016年  - 4月　 SEED of the EARTH　Live 2016 ～Time ４～ YOKOHAMA CLUB SENSEATIONに参加
- 2016年  - 7月　 SEED of the EARTH Executive Live ～Brand New Day～に参加[6]
- 以降、浅岡雄也、いまみちともたか、葛城哲哉、本城未沙子、FENCE OF DEFENSE etc のライヴに参加。

## メンバー

### SEED of the EARTH
- 風祭東 (Vo B)
- 潮崎裕己(Key)
- 伊東正 (Gt)
- 工藤恭彦(Dr)
- 藤井修(Dr）脱退

### EL MODE
潮崎裕己ソロ名義　EL MODE（エルモード）

### いまみちともたかHighTime
- いまみちともたか (Gt Vo)
- ENRIQUE (B)
- 潮崎裕己(Key)
- 松本淳(Dr)

### up-beat tribute band
- 広石武彦 (Vo)
- 水江慎一郎 （B）
- 潮崎裕己 (Key)
- 山崎淳 (Gt)
- 吉田遊介 (Gt)
- 水江英樹 (Dr)